# Aracataca
Aracataca ist ein 1885 gegründeter Ort in Kolumbien, der im Departamento Magdalena am gleichnamigen Aracataca-Fluss liegt und seit 1912 den Status einer Gemeinde (municipio) hat.
International ist er vor allem dadurch bekannt, dass dort der Nobelpreisträger Gabriel García Márquez geboren wurde und seine Heimatstadt ihm wahrscheinlich als Vorlage für den Ort Macondo in dem Roman Hundert Jahre Einsamkeit diente.
Am 25. Juni 2006 wurde ein Referendum in Aracataca zur Frage abgehalten, ob der Ort in Aracataca-Macondo umbenannt werden sollte. Allerdings scheiterte das Referendum wegen mangelnder Wahlbeteiligung.

## Geographie
Aracataca liegt im Norden von Magdalena 88 km entfernt von Santa Marta. Die Stadt liegt in der Nähe der Karibikküste. Der östliche Teil der Gemeinde hat einen Anteil an der Sierra Nevada de Santa Marta, der westliche Teil der Gemeinde ist dagegen flach und geprägt von heißen Temperaturen und der Nähe zur Ciénaga Grande de Santa Marta. Der Ort Aracataca hat eine Jahresdurchschnittstemperatur von 28 °C. Die Gemeinde grenzt im Norden an Puebloviejo, Zona Bananera, Ciénaga und Santa Marta, im Osten an Valledupar und Pueblo Bello im Departamento del Cesar, im Süden an Fundación und im Westen an El Retén.

## Bevölkerung
Die Gemeinde Aracataca hat 42.545 Einwohner, von denen 25.024 im städtischen Teil (cabecera municipal) der Gemeinde leben (Stand: 2022).

## Wirtschaft
Der wichtigste Wirtschaftszweig Aracatacas ist die Landwirtschaft. Insbesondere werden Bananen, Palmöl und Reis produziert. In kleinerem Umfang gibt es zudem Rinderproduktion.

## Galerie

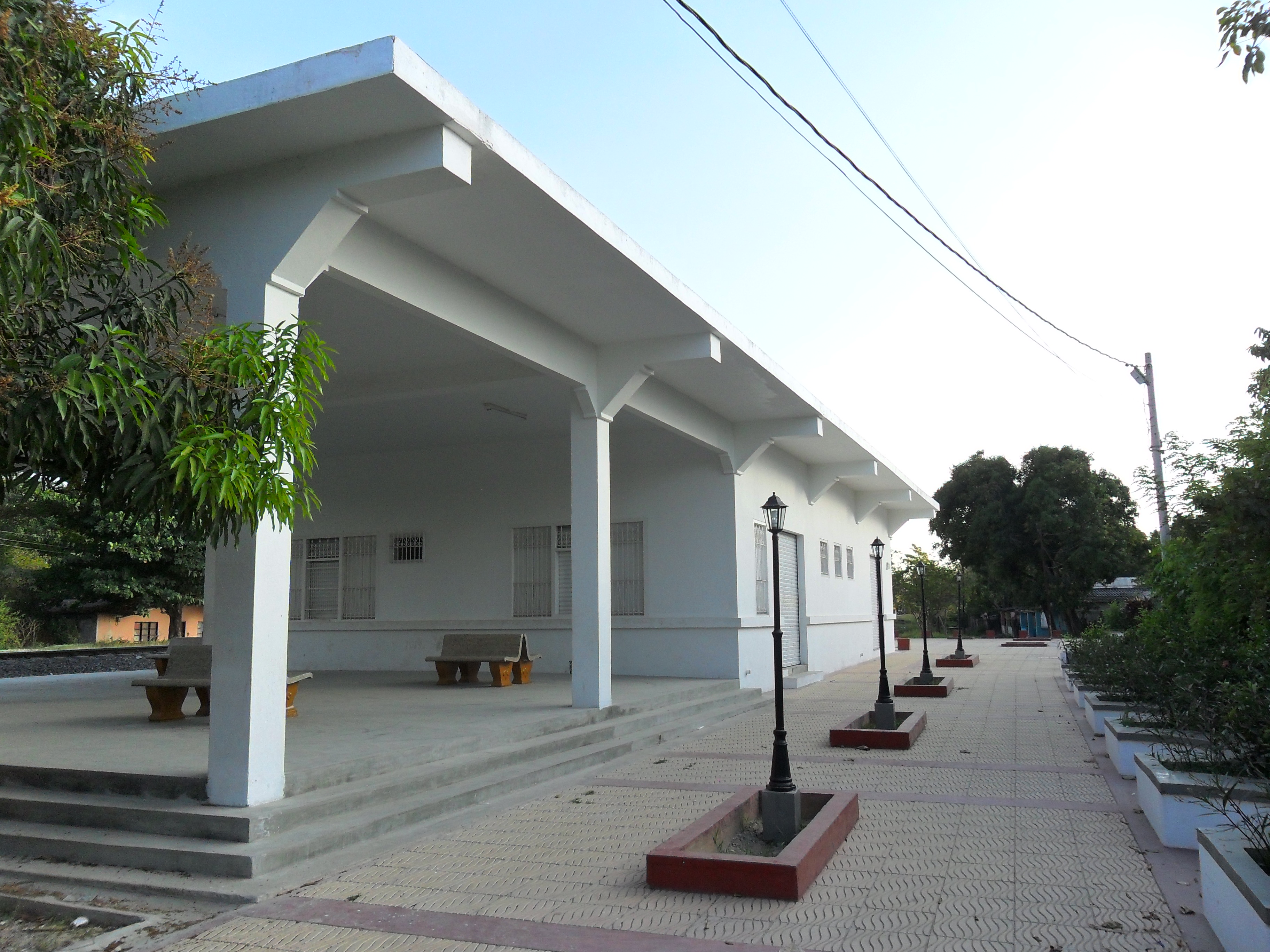
Aracatacas Bahnhof
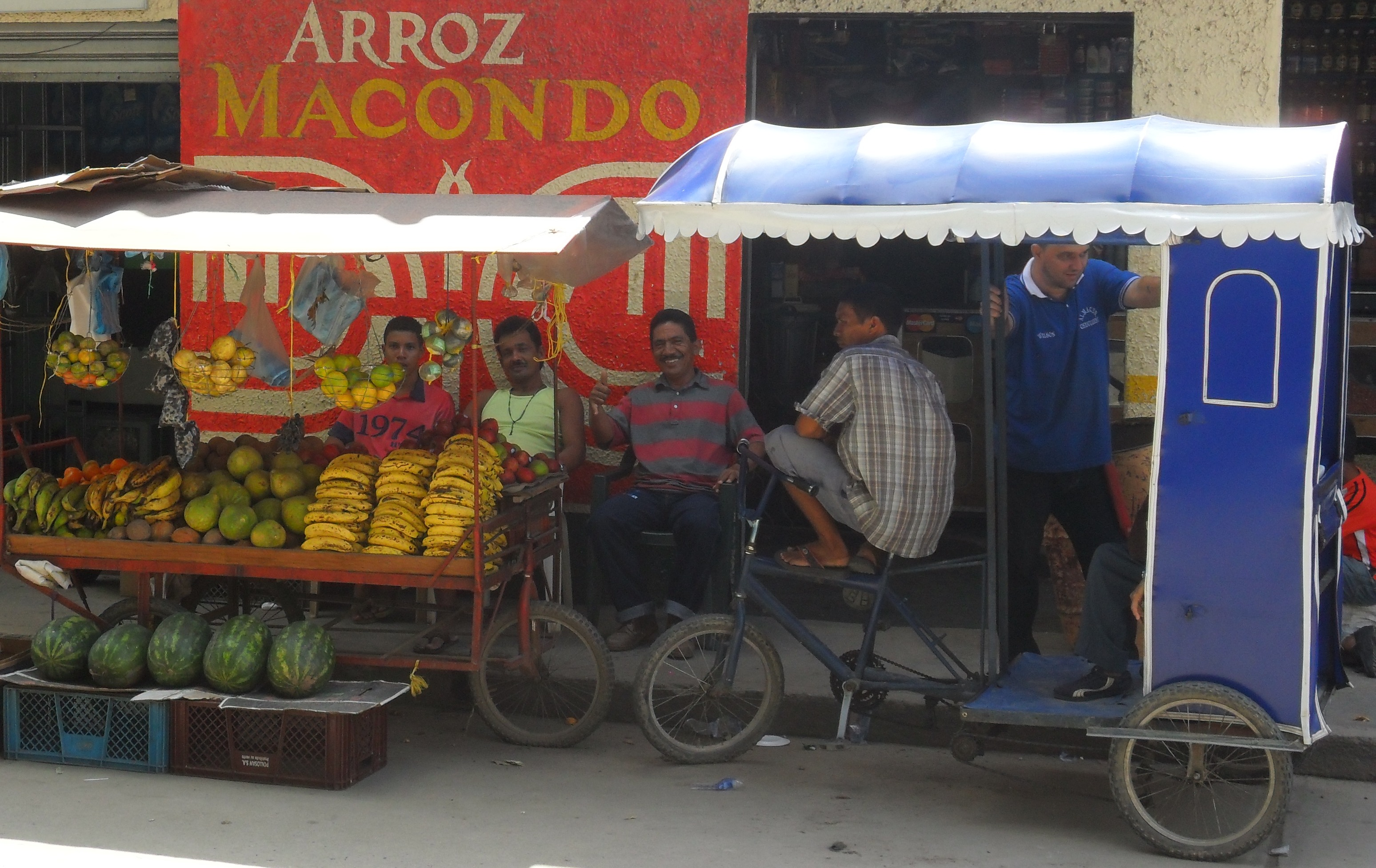
Hauptstraße
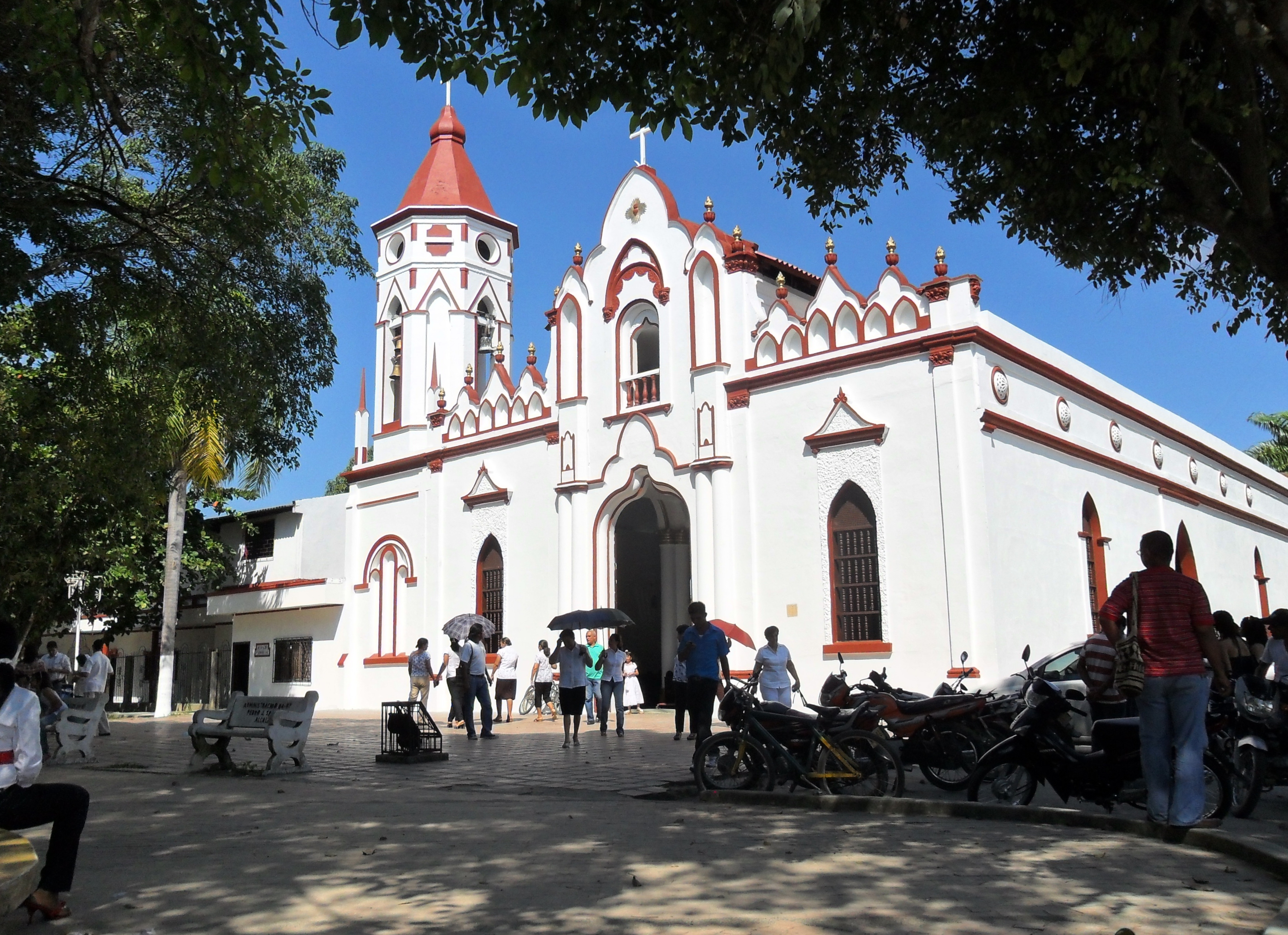
Kirche in Aractaca

## Söhne und Töchter der Stadt
- Gabriel García Márquez (1927–2014), Schriftsteller und Journalist
- Wolfgang F. Quintero Garcia (1959–2021), Philosoph und Theologe